# Tazumbos
Tazumbos es una localidad del estado mexicano de Jalisco. Es parte del municipio de Jilotlán de los Dolores.

## Toponimia
El nombre «Tazumbos» proviene de los términos en purépecha: tatsini, frijol; umbo, locativo. Su significado es «Lugar de frijoles».

## Demografía
| Gráfica de evolución demográfica |
|                                  |

| Censo | Población |
| ----- | --------- |
| 1900  | 89        |
| 1910  | 78        |
| 1921  | —         |
| 1930  | 91        |
| 1940  | 120       |
| 1950  | 192       |
| 1960  | 602       |
| 1970  | 1 013     |
| 1980  | 1 328     |
| 1990  | 1 304     |
| 2000  | 1 239     |
| 2010  | 1 201     |
| 2020  | 1 079     |